# 卡内拉什 (佩纳菲耶尔)
卡内拉什是葡萄牙波尔图区的一个堂区。总面积11.86平方公里，总人口1780人，人口密度150.1人/平方公里。